# Thaon
Pour les articles homonymes, voir Thaon (homonymie).
Thaon (prononcé tan - [tɑ̃ː]) est une commune française, située dans le département du Calvados en région Normandie, peuplée de 1 851 habitants.

## Géographie
Thaon se situe au nord-ouest de Caen dans le Bessin, pays de Normandie. La commune est traversée par la Mue, petite rivière qui se jette dans la Seulles à Reviers. Le village s'est développé sur le plateau qui surplombe la vallée.
| Fontaine-Henry    | Basly  | Colomby-sur-Thaon |
| Le Fresne-Camilly | Thaon  | Anisy             |
| Lasson            | Cairon |                   |

### Hydrographie
La commune est située dans le bassin Seine-Normandie. Elle est drainée par la Mue, la Chironne, un bras de la Mue et le Vey,,.
La Mue, d'une longueur de 22 km, prend sa source dans la commune de Thue et Mue et se jette  dans la Seulles à Reviers, après avoir traversé dix communes. 

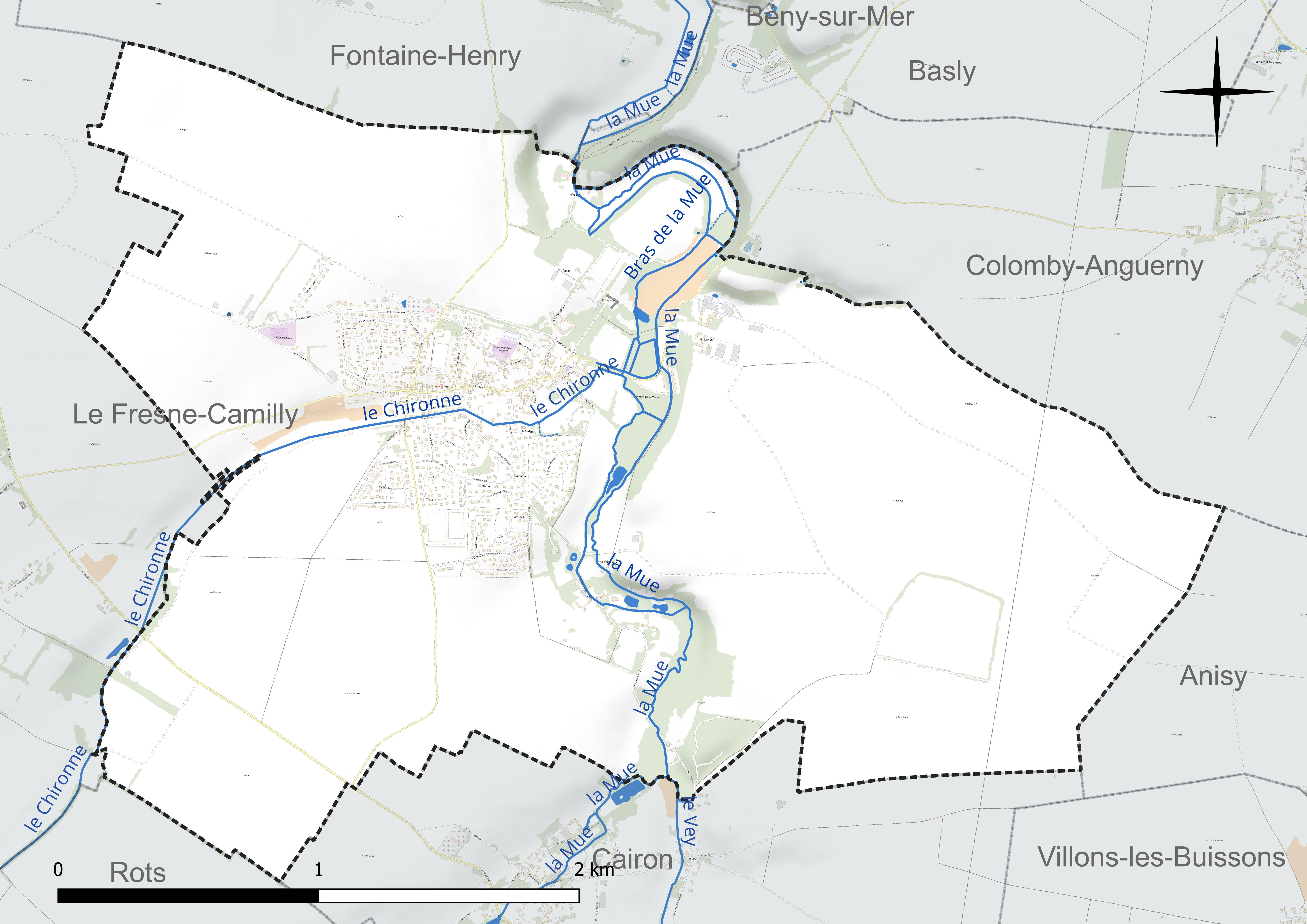
Réseau hydrographique de Thaon.

### Climat
Pour des articles plus généraux, voir Climat de la Normandie et Climat du Calvados.
En 2010, le climat de la commune est de type climat océanique altéré, selon une étude du CNRS s'appuyant sur une série de données couvrant la période 1971-2000. En 2020, Météo-France publie une typologie des climats de la France métropolitaine dans laquelle la commune est exposée à un climat océanique et est dans la région climatique  Normandie (Cotentin, Orne), caractérisée par une pluviométrie relativement élevée (850 mm/a) et un été frais (15,5 °C) et venté. Parallèlement le GIEC normand, un groupe régional d'experts sur le climat, différencie quant à lui, dans une étude de 2020, trois grands types de climats pour la région Normandie, nuancés à une échelle plus fine par les facteurs géographiques locaux. La commune est, selon ce zonage, exposée à un « climat des plateaux abrités », correspondant à la plaine agricole de Caen à Falaise, sous le vent des collines de Normandie et proche de la mer, se caractérisant par une pluviométrie et des contraintes thermiques modérées.
Pour la période 1971-2000, la température annuelle moyenne est de 10,8 °C, avec  une amplitude thermique annuelle de 11,8 °C. Le cumul annuel moyen de précipitations est de 709 mm, avec 11,9 jours de précipitations en janvier et 7,5 jours en juillet. Pour la période 1991-2020, la température moyenne annuelle observée sur la station météorologique la plus proche, située sur la commune de Carpiquet à 8 km à vol d'oiseau, est de 11,5 °C et le cumul annuel moyen de précipitations est de 740,3 mm,. Pour l'avenir, les paramètres climatiques de la commune estimés pour 2050 selon différents scénarios d'émission de gaz à effet de serre sont consultables sur un site dédié publié par Météo-France en novembre 2022.

## Urbanisme

### Typologie
Au 1er janvier 2024, Thaon est catégorisée bourg rural, selon la nouvelle grille communale de densité à 7 niveaux définie par l'Insee en 2022.
Elle est située hors unité urbaine. Par ailleurs la commune fait partie de l'aire d'attraction de Caen, dont elle est une commune de la couronne,. Cette aire, qui regroupe 296 communes, est catégorisée dans les aires de 200 000 à moins de 700 000 habitants,.

### Occupation des sols
L'occupation des sols de la commune, telle qu'elle ressort de la base de données européenne d'occupation biophysique des sols Corine Land Cover (CLC), est marquée par l'importance des territoires agricoles (85,4 % en 2018), en diminution par rapport à 1990 (87,9 %). La répartition détaillée en 2018 est la suivante : 
terres arables (75,8 %), zones urbanisées (8,2 %), forêts (6,4 %), prairies (5,3 %), zones agricoles hétérogènes (4,3 %). L'évolution de l'occupation des sols de la commune et de ses infrastructures peut être observée sur les différentes représentations cartographiques du territoire : la carte de Cassini (XVIIIe siècle), la carte d'état-major (1820-1866) et les cartes ou photos aériennes de l'IGN pour la période actuelle (1950 à aujourd'hui).

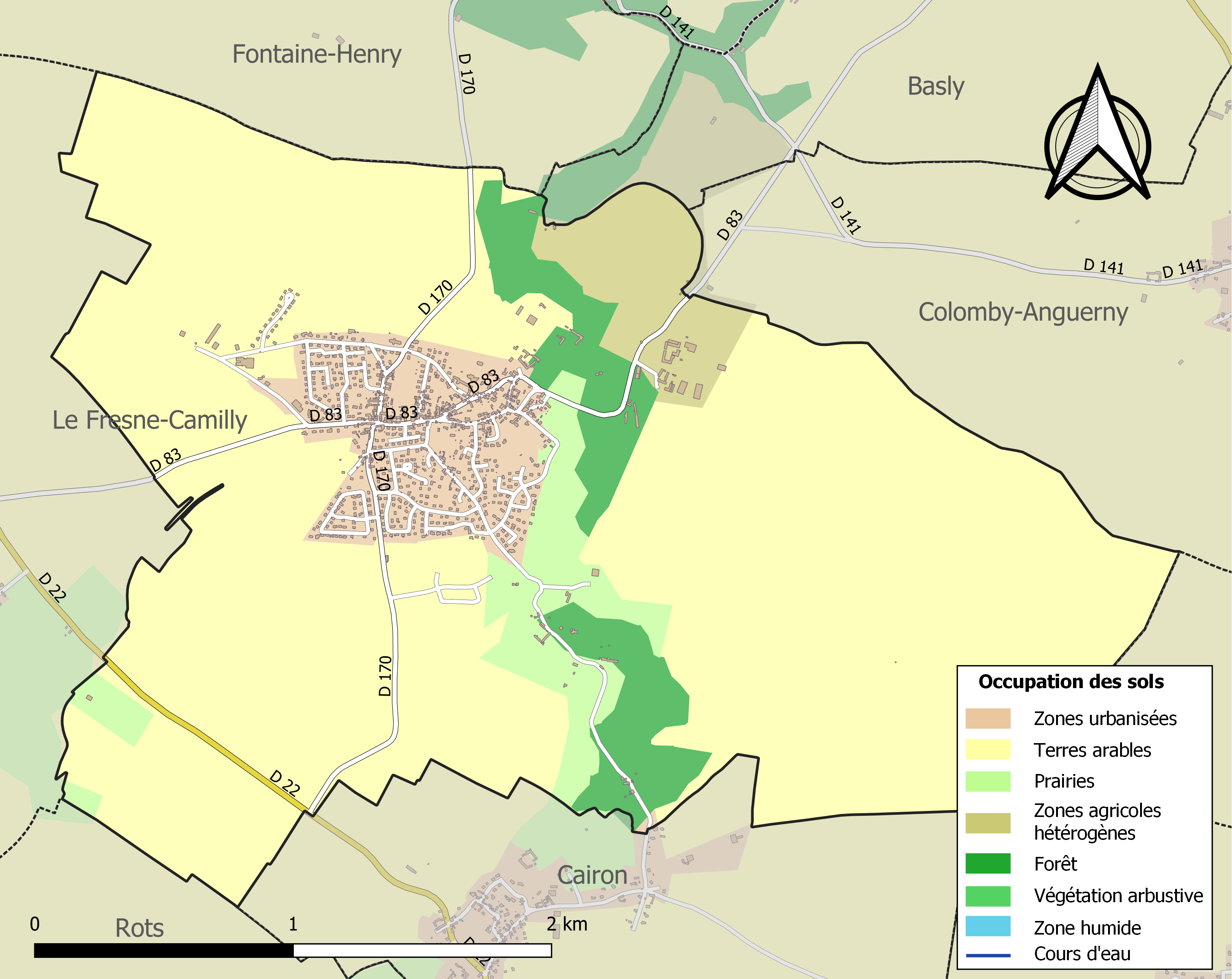
Carte des infrastructures et de l'occupation des sols de la commune en 2018 (CLC).

## Toponymie
Le nom de la localité est attesté sous les formes Taun (1147) ; Taon (1182) ; Thaun (1198) ; Tahon (1198) ; Than (1235) ; Thane (1277) ; Than (XIVe siècle) ; Tam (1371) ; Taon (1637) ; Tan (1716) ; Than (XVIIIe siècle); Than en 1801(Cassini).
Le gentilé est Thaonnais.

## Histoire
La seigneurie de Thaon dépendait de la puissante baronnie de Creully.
La commune est libérée par les Canadiens lors de la Seconde Guerre mondiale.

## Politique et administration
| Période                                  | Période   | Identité         | Étiquette   | Qualité                                          |
| ---------------------------------------- | --------- | ---------------- | ----------- | ------------------------------------------------ |
| 1903                                     | 1907      | Émile Mauger     | Républicain | Ingénieur en travaux publics, député (1881-1885) |
| 1929                                     | 1945      | Pierre Guerrier  |             | Agriculteur                                      |
| juin 1995                                | mars 2008 | Patricia Le Roux | DVG         | Adjointe administrative                          |
| mars 2008                                | En cours  | Richard Maury    | UMP-LR      | Cadre de la distribution de presse (retraité)    |
| Les données manquantes sont à compléter. |           |                  |             |                                                  |

Budget et fiscalité 2016
En 2016, le budget de la commune était constitué ainsi :
- total des produits de fonctionnement : 794 000 €, soit 542 € par habitant ;
- total des charges de fonctionnement : 660 000 €, soit 451 € par habitant ;
- total des ressources d'investissement : 277 000 €, soit 189 € par habitant ;
- total des emplois d'investissement : 194 000 €, soit 133 € par habitant ;
- endettement : 512 000 €, soit 350 € par habitant.

Avec les taux de fiscalité suivants :
- taxe d'habitation : 7,39 % ;
- taxe foncière sur les propriétés bâties : 8,34 % ;
- taxe foncière sur les propriétés non bâties : 16,07 % ;
- taxe additionnelle à la taxe foncière sur les propriétés non bâties : 35,21 % ;
- cotisation foncière des entreprises : 9,54 %.

## Démographie
L'évolution du nombre d'habitants est connue à travers les recensements de la population effectués dans la commune depuis 1793. Pour les communes de moins de 10 000 habitants, une enquête de recensement portant sur toute la population est réalisée tous les cinq ans, les populations de référence des années intermédiaires étant quant à elles estimées par interpolation ou extrapolation. Pour la commune, le premier recensement exhaustif entrant dans le cadre du nouveau dispositif a été réalisé en 2008.
En 2022, la commune comptait 1 851 habitants, en évolution de +23,15 % par rapport à 2016 (Calvados : +1,58 %, France hors Mayotte : +2,11 %).
| 1793 | 1800 | 1806 | 1821 | 1831 | 1836 | 1841 | 1846 | 1851 |
| ---- | ---- | ---- | ---- | ---- | ---- | ---- | ---- | ---- |
| 814  | 837  | 846  | 927  | 942  | 914  | 892  | 865  | 846  |

| 1856 | 1861 | 1866 | 1872 | 1876 | 1881 | 1886 | 1891 | 1896 |
| ---- | ---- | ---- | ---- | ---- | ---- | ---- | ---- | ---- |
| 856  | 857  | 835  | 765  | 717  | 683  | 634  | 615  | 570  |

| 1901 | 1906 | 1911 | 1921 | 1926 | 1931 | 1936 | 1946 | 1954 |
| ---- | ---- | ---- | ---- | ---- | ---- | ---- | ---- | ---- |
| 527  | 521  | 493  | 419  | 395  | 392  | 385  | 471  | 572  |

| 1962 | 1968 | 1975 | 1982  | 1990  | 1999  | 2006  | 2008  | 2013  |
| ---- | ---- | ---- | ----- | ----- | ----- | ----- | ----- | ----- |
| 568  | 573  | 768  | 1 146 | 1 153 | 1 350 | 1 455 | 1 485 | 1 435 |

| 2018  | 2022  | - | - | - | - | - | - | - |
| ----- | ----- | - | - | - | - | - | - | - |
| 1 640 | 1 851 | - | - | - | - | - | - | - |

## Économie
Plusieurs commerces et entreprises y sont installés.

## Culture locale et patrimoine

### Lieux et monuments
- Ancienne église Saint-Pierre des XIe et XIIe siècles classée au titre des monuments historiques par liste de 1840[28] avec un clocher fortifié[29].
- Le château de Thaon, du XVIIIe siècle partiellement inscrit au titre des monuments historiques par arrêté du 27 juillet 1978[30]. Le parc du château fait l'objet d'un pré-inventaire (jardins remarquables ; documentation préalable).
- Les menhirs des Grosses Devises.
- Ancien moulin.
- Monument aux morts[31],[32].

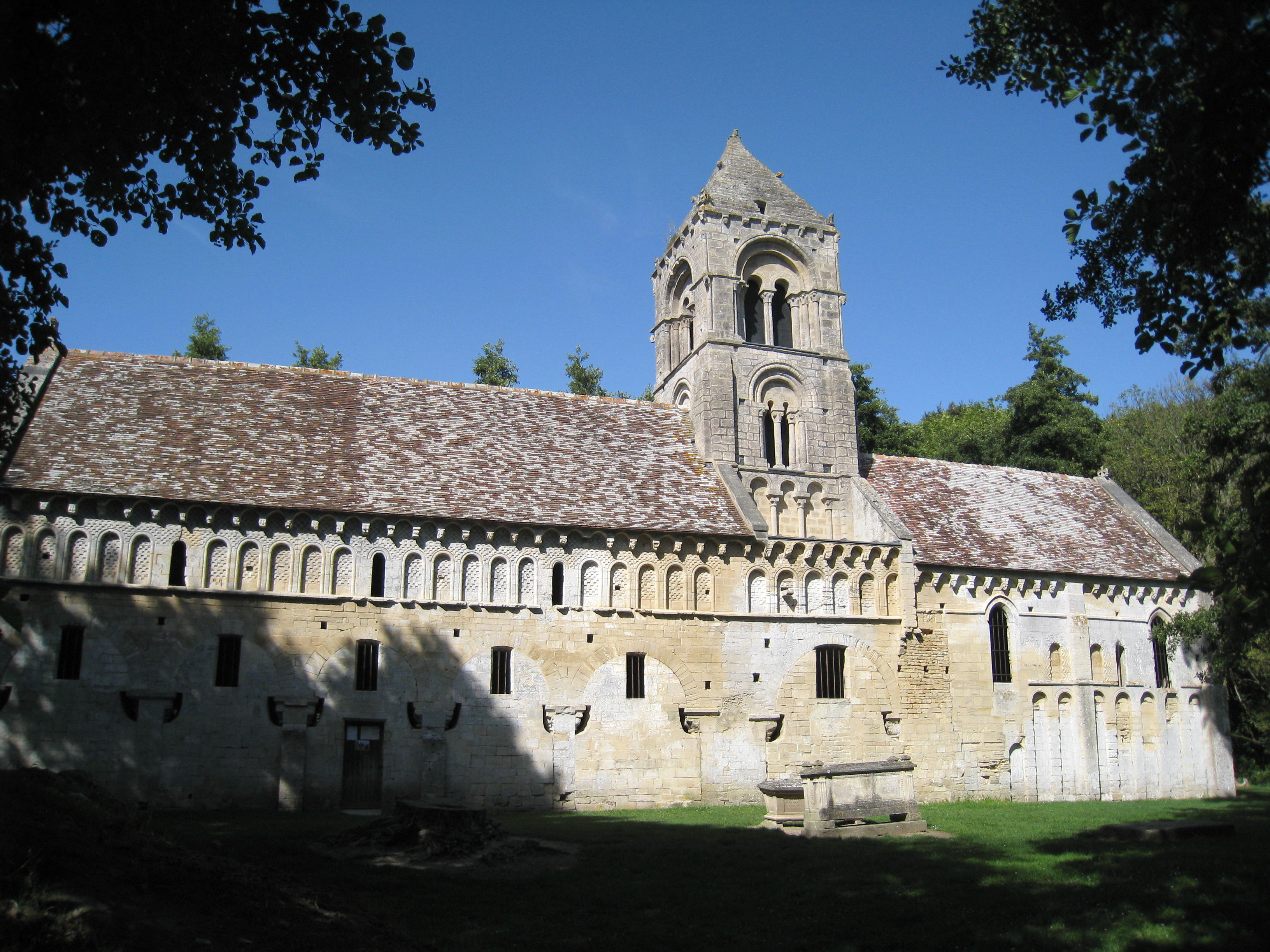
L'ancienne église Saint-Pierre, des XIe et XIIe siècles.
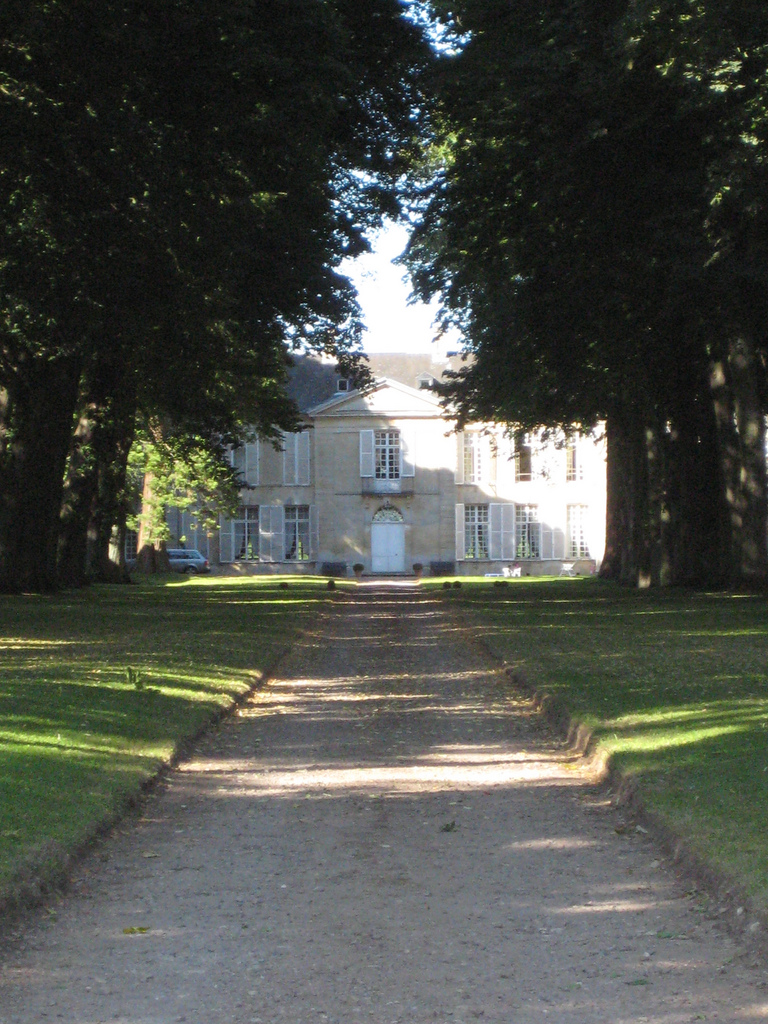
Le château.
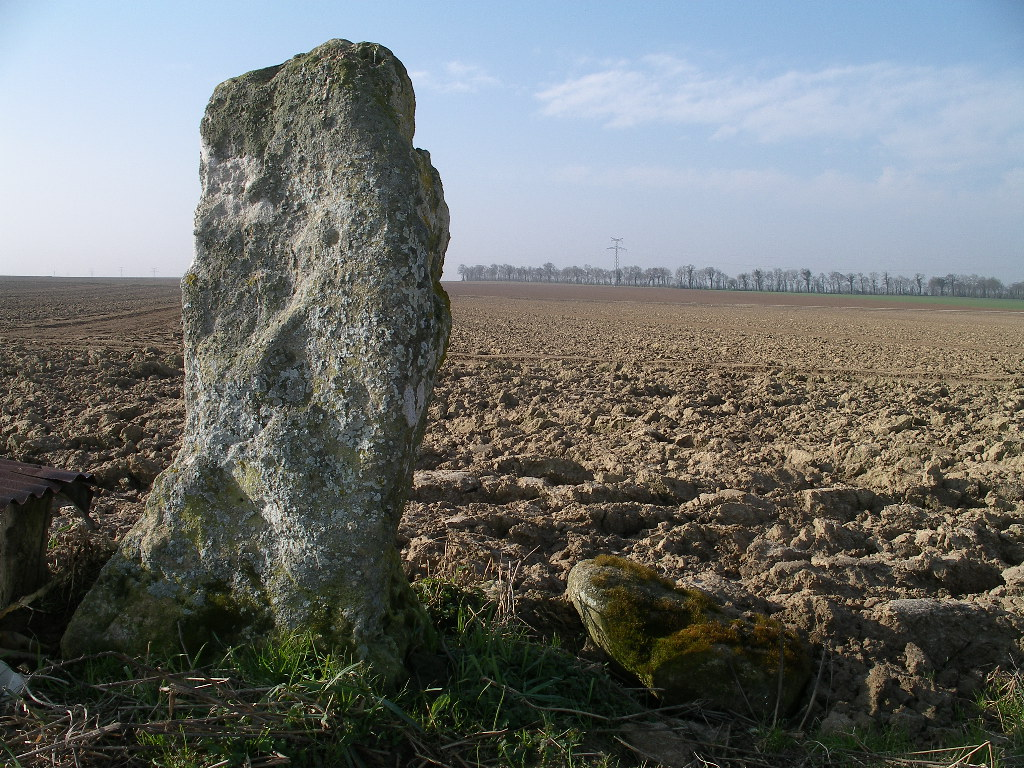
Les Grosses Devises.
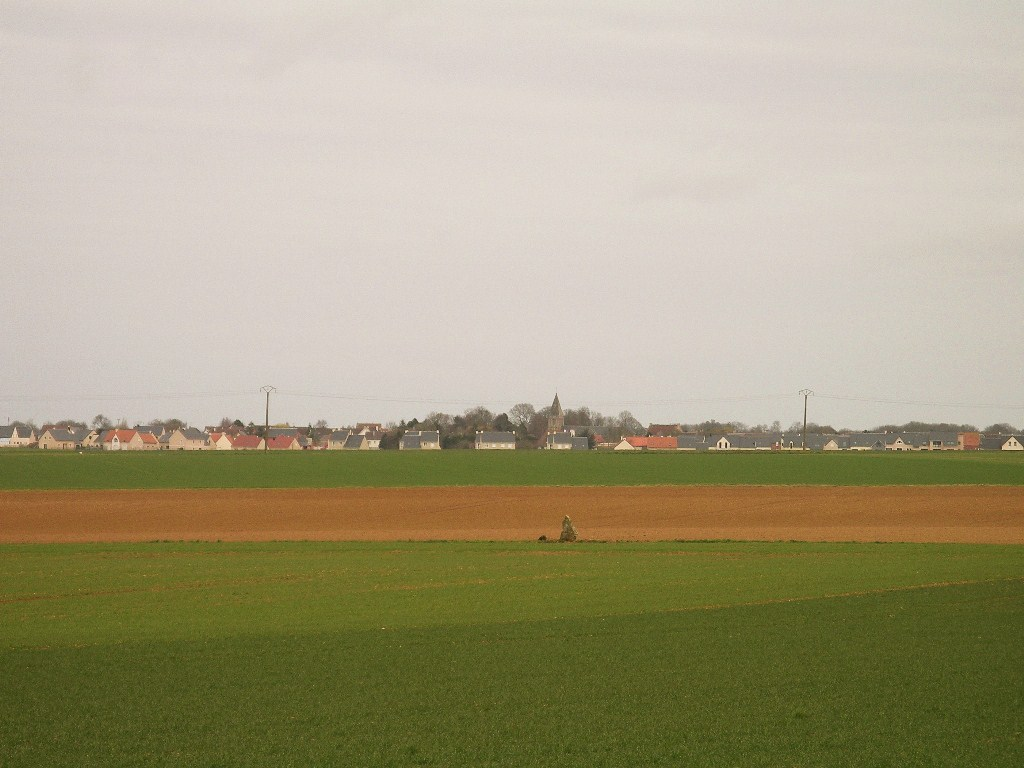
Vue des menhirs devant le village de Colomby-sur-Thaon.

### Activité et manifestations

#### Sports
L'Union sportive de Thaon-Le Fresne-Vallée de la Mue présente deux équipes de football, dont une féminine, en ligue de Basse-Normandie et deux autres en divisions de district. Lors de la saison 2009-2010, l'équipe accède au 6e tour de la Coupe de France (juste avant l'entrée en lice des clubs de Ligue 2). L'US Thaon FVM, évoluant alors en Division d'honneur régionale (équivalent à la 8e division) est battue 3-1 par l'US Avranches MSM, club de CFA, soit la 4e division.

#### Manifestations
- Fête des battages et métiers d'antan : chaque année, le second week-end de juillet.

#### Activités
- Le Thaon des loisirs propose des activités comme la danse, la gym, le théâtre, la guitare, etc.

### Personnalités liées à la commune
- Jules Hoüel (Thaon, 1823 - 1886), mathématicien, il soutint en Sorbonne une thèse sur la mécanique céleste en 1855.
- Léon Boitard (18 juillet 1868 - date inconnue), maire de la commune de 1945 à 1962, chevalier de la Légion d'honneur, il entreprit de nombreuses réalisations pour le bien être de la commune et sa modernisation.
- Émile Mauger (1842-1914), ingénieur de l'École centrale des arts et manufactures, constructeur de la ligne de chemin de fer Caen-Courseulles sur Mer, il fut député du Calvados de 1881 à 1885 ; propriétaire du château de Thaon, il restera maire du village jusqu'en 1907
- Charles-Louis Massieu de Clerval (Versailles, 1873 - Thaon, 1946), il acheta le château de la commune en 1926 où il résida jusqu'à sa mort. Officier de la cavalerie et promu officier de la Légion d'honneur en 1927[34], il est l'auteur d'un journal sur la libération du village en juin 1944.

### Héraldique
| Blason de Thaon | Blason  | Parti : d'azur et d'argent à deux lions affrontés d'or sur l'azur et de sable sur l'argent, surmontés d'une clé de gueules posée en fasce et brochant sur la partition. |
| Blason de Thaon | Détails | Le statut officiel du blason reste à déterminer. |